# Miguel Marías
Miguel Marías Franco (Madrid, 1947) es un crítico de cine y economista español.

## Biografía
Marías es hijo del filósofo Julián Marías y de la escritora Dolores Franco Manera. Tiene cuatro hermanos, entre ellos el escritor Javier Marías y el historiador del arte  Fernando Marías, además es sobrino del cineasta Jesús Franco (también conocido como Jess Franco) y primo del director de cine Ricardo Franco.
Desde 1992 fue el jefe del Servicio de Estudios de la Cámara Oficial de Comercio e Industria de Madrid hasta su jubilación. Ha sido director de la Filmoteca Española y director general del ICAA. Ha sido, también, colaborador habitual en el programa de TVE ¡Qué grande es el cine! desde su inicio en 1995 hasta su cierre a finales de 2005. Colaboró también en la continuación de este programa, ya en Telemadrid, Cine en blanco y negro y Querer de cine.
En 2016, fue galardonado con el Premio UIMP a la Cinematografía, otorgado por la Universidad Internacional Menéndez Pelayo.